# Chloé Dabert
Chloé Dabert est comédienne et metteuse en scène française, directrice de la Comédie de Reims depuis le 1er janvier 2019.

## Biographie
Chloé Dabert a été formée au Conservatoire national supérieur d'art dramatique de Paris, où elle fait partie de la promotion 2002. Elle y joue notamment sous la direction de Joël Jouanneau, Jeanne Champagne et Madeleine Louarn et met en scène Passionnément, le cou engendre le couteau d’après Guérasim Luca au CNSAD, puis Music-Hall de Jean-Luc Lagarce au Théâtre du Chaudron-Cartoucherie de Vincennes.
En 2012 elle fonde, avec Sébastien Eveno, la compagnie Héros-Limite, basée en Bretagne. Le spectacle Orphelins de Dennis Kelly, qu’elle crée à Lorient en 2013 dans le cadre du festival Mettre en Scène, est lauréat du Festival de théâtre émergent Impatience 2014 co-organisé par le Théâtre du Rond-Point, le Centquatre-Paris et Télérama.
Elle travaille régulièrement avec de jeunes adultes autour d’écritures contemporaines, notamment au CDDB-Théâtre de Lorient où elle est artiste associée jusqu’en juin 2016, et où elle a mis en scène Les Débutantes de Christophe Honoré, La Maison d’os de Roland Dubillard et ADN de Dennis Kelly.
De 2015 à 2018, elle est artiste associée au Centquatre-Paris où elle crée Nadia C. d’après le roman de Lola Lafon : La petite communiste qui ne souriait jamais avec Suliane Brahim de la Comédie Française, Anna Cervinka de la Comédie Française et Alexandrine Serre, en partenariat avec la Comédie Française, en avril 2016. Elle est également associée au Quai, Centre dramatique national Angers-Pays de Loire de 2016 à 2018. Elle y crée L’Abattage rituel de Gorge Mastromas de Dennis Kelly en mars 2017 avec Bénédicte Cerutti, Marie-Armelle Deguy, Gwenaëlle David, Olivier Dupuy, Sébastien Eveno, Julien Honoré, Arthur Verret, présenté notamment au Théâtre du Rond-Point et à La Passerelle, scène nationale de Saint-Brieuc. Elle a également été en résidence à l’Espace 1789, scène conventionnée danse de Saint-Ouen et a fait partie des artistes participant au projet de La Passerelle, scène nationale de Saint Brieuc : Surface scénique contemporaine.
Avec Sébastien Eveno, elle mène en 2016/2017 la 5e édition du projet « Adolescence et territoire(s) » de l’Odéon – Théâtre de l’Europe, autour de Horizon, de Matt Harley qu’elle met en scène pour 15 adolescents. La pièce est présentée 2 fois à l’Odéon – Théâtre de l’Europe puis à l’Espace 1789, scène conventionnée danse à Saint-Ouen et au Théâtre Rutebeuf de Clichy-la-Garenne.
En janvier 2018, elle met en scène à la Comédie Française J’étais dans ma maison et j’attendais que la pluie vienne de Jean-Luc Lagarce et Iphigénie de Jean Racine, créé au Cloître des Carmes pour le Festival d’Avignon.
En juin 2018, elle est nommée à la tête de la Comédie de Reims où elle succède à Ludovic Lagarde le 1er janvier 2019,,.
En mars 2020, elle crée Girls and Boys de Dennis Kelly à la Comédie – CDN de Reims.
En décembre 2020, elle met en scène Dear Prudence, une commande d’écriture à Christophe Honoré dans le cadre du projet « Lycéen.ne.s citoyen.ne.s, sur les chemins du théâtre », un programme de La Colline – Théâtre national, de la Comédie – CDN de Reims, du Grand-T – Théâtre de Loire-Atlantique et du TNS – Théâtre National de Strasbourg.
En juillet 2021, elle crée Le Mur invisible de Marlen Haushofer avec Lola Lafon et Maëva Le Berre dans le cadre de la 75e édition du Festival d'Avignon puis en 2022, Le Firmament d’après un texte de Lucy Kirkwood.

## Mises en scène

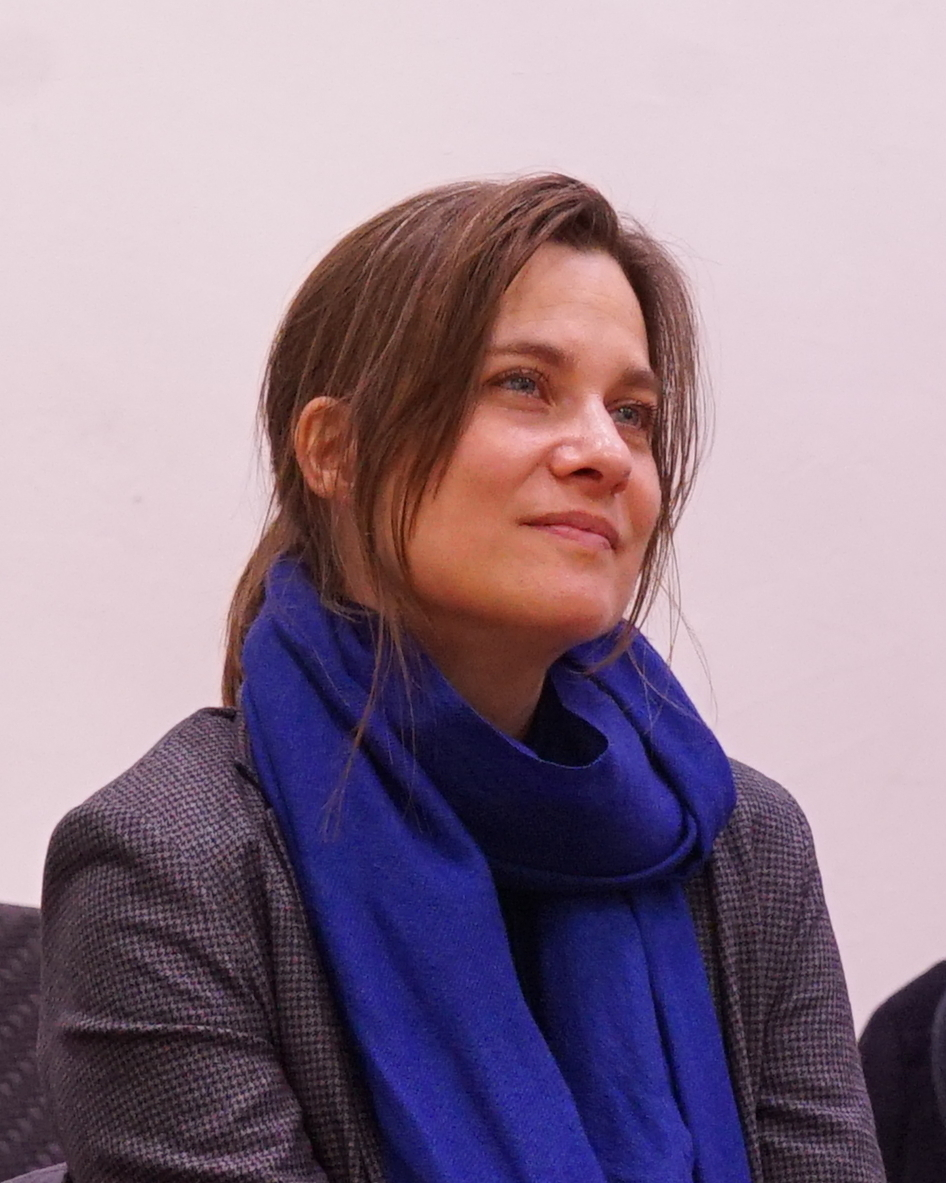
Chloé Dabert lors du festival "Faraway" 2020.

- 2013 : Orphelins de Dennis Kelly, création au Cddb-Théâtre de Lorient, Centre dramatique national dans le cadre du festival Mettre en scène, reprise au Centquatre-Paris, Théâtre Louis Aragon à Tremblay-en-France[5],
- 2016 : Nadia C. d'après Lola Lafon, création au Centquatre-Paris, en partenariat avec la Comédie-Française, Espace 1789, à Saint-Ouen[5]
- 2017 : L’Abattage rituel de Gorge Mastromas de Dennis Kelly, Création au Quai, centre dramatique national, à Angers[6], puis au Théâtre du Rond-Point, Paris.
- 2018 : J’étais dans ma maison et j’attendais que la pluie vienne de Jean-Luc Lagarce, à la Comédie-Française (Théâtre du Vieux-Colombier), Paris[7]
- 2018 : Iphigénie de Jean Racine, création au Cloître des Carmes dans le cadre du Festival d'Avignon[8],[9], reprise au T2G, théâtre de Gennevilliers
- 2019 : Des cadavres qui respirent de Laura Wade, création au Théâtre de la Cité TNT[10],[11], reprise au TGP - Centre dramatique national de Saint Denis.
- 2020 : Girls and Boys de Dennis Kelly, création à la Comédie, Centre dramatique national de Reims, reprise au Théâtre du Rond-Point, Paris puis au Théâtre 14 en 2022.
- 2020 : Dear Prudence de Christophe Honoré, dans le cadre du projet « Lycéen.ne.s citoyen.ne.s, sur les chemins du théâtre », un programme de La Colline – Théâtre national, de la Comédie – CDN de Reims, du Grand-T – Théâtre de Loire-Atlantique et du TNS – Théâtre National de Strasbourg.
- 2021 : Le Mur invisible d'après Marlen Haushofer, avec Lola Lafon et Maëva Le Berre, à la Cour du musée Calvet dans le cadre de la 75e édition du Festival d'Avignon.
- 2022: Le firmament de Lucy Kirkwood (en), création au Centquatre-Paris, puis à la Comédie – CDN de Reims, reprise au TGP - Centre dramatique national de Saint Denis. Reprise au Théâtre du Rond-Point, Paris, en 2025
- 2023 RAPT de Lucie Boisdamour (Ravissement de Lucy Kirkwood (en)), création Comédie – CDN de Reims, puis au Centquatre-Paris, reprise au TGP - Centre dramatique national de Saint Denis en 2025.
- 2024 Far away de Carryl Churchill, création Comédie – CDN de Reims pour l'itinérance.

## Distinction
- 2024 : Chevalière des arts et des lettres
- 2023 : Grand prix de Syndicat de la critique pour Le firmament de Lucy Kirkwood (en)
- 2014 : Prix du Festival Impatience pour Orphelins de Dennis Kelly[5],[12]